# Celmisiinae
Celmisiinae je podtribus glavočika,  dio tribusa Astereae. Postoji nekoliko rodova iz Australije, Novog Zelanda i zapadnog Pacifika.

## Rodovi
1. Celmisia Cass. (69 spp.)
2. xCelmearia Heenan (0 sp.)
3. Damnamenia Given (1 sp.)
4. Pleurophyllum Hook. fil. (3 spp.)
5. Pachystegia Cheeseman (3 spp.)